# 松が丘 (各務原市)
松が丘（まつがおか）は、岐阜県各務原市の地名。現行行政町名は松が丘、および松が丘一丁目から松が丘七丁目。

## 地理
各務原市の東部の鵜沼地区に位置する。愛宕山の南西部を造成した新興住宅地であり、町域の東部はつつじが丘、西部は各務おがせ町、南部は鵜沼羽場町、北部は各務東町および車洞に接する。
同じ時期に開発された新興住宅地のつつじが丘と合わせて「八木山地区」と称する。。
丁目が無い松が丘は山林であり、隣接する八木山と合わせて、岐阜県により1978年（昭和53年）に 特別緑地保全地区（八木山特別緑地保全地区）に指定されている
道路
- 八木山通り

## 歴史
この地域の旧名は各務原市鵜沼字松田であった。
1970年（昭和45年）、大和団地により鵜沼町羽場区に新興住宅地として大和団地 （後の松が丘団地）が開発される。当初の計画では、面積は340,500m2、計画戸数は1,000戸であった。1973年（昭和48年）に開発（34.6ha、計画戸数877戸）が完了。
1977年（昭和52年）に松が丘団地一帯及び周辺をもって松が丘を設置。

## 世帯数と人口
2024年（令和6年）10月1日現在の世帯数と人口は以下の通りである。
| 丁目         | 世帯数  | 人口    |
| ------------ | ------- | ------- |
| 松が丘一丁目 | 151世帯 | 350人   |
| 松が丘二丁目 | 171世帯 | 373人   |
| 松が丘三丁目 | 133世帯 | 279人   |
| 松が丘四丁目 | 108世帯 | 249人   |
| 松が丘五丁目 | 71世帯  | 169人   |
| 松が丘六丁目 | 126世帯 | 298人   |
| 松が丘七丁目 | 111世帯 | 283人   |
| 計           | 871世帯 | 2,001人 |

## 小・中学校の学区
市立小・中学校に通う場合、学区は以下の通りとなる。
| 番・番地等 | 小学校                 | 中学校               |
| ---------- | ---------------------- | -------------------- |
| 全域       | 各務原市立八木山小学校 | 各務原市立鵜沼中学校 |

## 交通
- 岐阜バス緑苑八木山線「鵜沼中学校前」「松が丘」バス停
- 各務原市ふれあいバス東西線朝夕便、鵜沼線「鵜沼中学校前」「松が丘」バス停
- チョイソコかかみがはら
- ささえあい八木山バス - 八木山地区社会福祉協議会ささえあい移送部会が運行する。地域住民のみ利用が可能。
- 町内に駅は無い。最寄りの駅は名古屋鉄道各務原線羽場駅。

## 主な施設
- 愛宕神社
- 各務原市立鵜沼中学校
- 苺池 - 農業用ため池[14]
- 奥池 - 農業用ため池[14]
- あび池
- 松田公園
- 松田北公園
- 松田南公園